# Édouard Beaudoin
Édouard Beaudoin (fl. XX secolo) è stato un arciere francese.
Partecipò ai giochi della II Olimpiade di Parigi nel 1900 e ai giochi della IV Olimpiade di Londra nel 1908. A Parigi partecipò alla gara di al cordone dorato da 50 metri, in cui arrivò quinto, mentre a Londra prese parte alla gara di York, dove giunse venticinquesimo, e alla gara di stile continentale, in cui giunse decimo.